# Princeton offense
Die Princeton offense (deutsch Princeton-Offensive) ist eine Basketball-Angriffsstrategie. Charakteristisch ist die hohe Pass- und Laufintensität und eine bewusste Meidung der Zone nah am Korb.

## Geschichte
Die Princeton offense wurde 1967 vom College-Basketballcoach Pete Carril entwickelt, der das Basketballteam der Princeton University trainierte. Da das Princeton-Team wenig athletisch war, aber dafür spielintelligent, laufstark und mit guten Distanzwerfern bestückt, entwarf Carril ein pass- und laufintensives System, das auf die Stärken dieses Teams zugeschnitten war. Bis zu seinem Rücktritt im Jahre 1996 trainierte Carril das Princeton-Team und führte es zu 13 Ivy-League-Titeln und elfmal zur Endrunde der NCAA-College-Meisterschaften. Die Mehrheit dieser Erfolge gelang ohne herausragende Einzelspieler, sondern entsprang einem starken Kollektiv.

## Beschreibung
In der klassischen Angriffstrategie stehen der Center und Power Forward nah am Korb im sog. Post, der Small Forward in Mittdistanz, und die Aufbauspieler an der Dreipunktlinie. In der Princeton Offense hingegen stellt sich der Center an der Freiwurflinie auf, das heißt im sogenannten High Post, und alle anderen Spieler stehen halbkreisförmig an der Dreipunktlinie. Hierdurch wird das Gegnerteam gezwungen, weit weg vom Korb zu verteidigen. Der Platz wird in seiner ganzen Breite ausgenutzt, und insbesondere entsteht ein Loch direkt unter dem Korb. Ziel des Systems ist es, entweder einen unbedrängten Korbleger oder einen freien Distanzwurf zu erreichen.
Die Princeton offense setzt darauf, die Verteidigung durch dynamisches Passen und Freilaufen zu verwirren. Der Standardspielzug ist das sog. „give and go“ (dt.: passen und freilaufen). Spielt ein Angreifer den Ball ab, kann er in einen der vielen Freiräume rennen und seinen Verteidiger mitziehen. Ebenfalls ist es denkbar, dass ein Spieler ohne Ball von außen einfach in das Loch läuft und nach einem Pass völlig freisteht (Fachbegriff: back door). Dieses Loch kann auch z. B. durch geschicktes Blocken und Passen (Fachbegriff: pick and roll) zu einem einfachen Korbleger ausgenutzt werden. Sollte das Gegnerteam dieses Loch zustellen wollen, ist es außen in Unterzahl, was einen offenen Distanzwurf provoziert.
Im Gegensatz zu konventionellen Basketball-Strategien werden Screens (dt.: Körperblocks) selten eingesetzt, dafür aber viele Cuts, d. h. kurze Sprints ohne Ball in Richtung Korb. Der Center steht entgegen der gewöhnlichen Spielweise weit weg vom Korb und agiert weniger als Korbjäger, sondern mehr als Anspielstation. Ein Princeton-Center ist deswegen ein überdurchschnittlich guter Passgeber und Mittdistanzwerfer.
Das System ist sehr pass- und laufintensiv und erfordert uneigennützige Spieler mit einem guten Wurf. Auf der anderen Seite sind Athletik und Explosivität eher zweitrangig, weswegen es Spielern mit durchschnittlicher Physis entgegenkommt.

## Stärken und Schwächen
Eine gut eingespielte Princeton offense ist für das Gegnerteam sehr kraftraubend, da es viele give and goes gibt und jeder Verteidiger ständig seinem Angreifer hinterherrennt. Außerdem gibt es überdurchschnittlich viele einfache Korbleger und offene Distanzwürfe. Ferner wird das pädagogische Moment dieser Taktik wertgeschätzt, da es Teamwork und „leicht erlernbare“ Talente wie Laufen und Passen belohnt.
Auf der anderen Seite wird die Princeton offense als „weich“ kritisiert. John Thompson III. beklagt: „Man sagt, die Princeton offense seien langsame, weiße Jungs, die entweder Dreipunktwürfe oder Korbleger nehmen.“ (“People say the Princeton offense… are slow white guys that… take a 3-pointer or get a layup,”.) Aktionen mit großer Explosivität (z. B. Dunks aus dem Low Post) oder „egoistische“ 1-gegen-1-Situationen sind in diesem Spielsystem kaum vorgesehen. Es ist bislang keinem Team (s. u.) gelungen, mit der Princeton offense einen NBA-Titel zu gewinnen.

## Anwendung
Abgesehen von Carill benutzte es sein Schüler John Thompson III erfolgreich für das College-Team der Georgetown Hoyas. 
In der NBA spielten die Sacramento Kings unter Coach Rick Adelman jahrelang die Princeton offense. Mit der sehr spielintelligenten Center/Power Forward-Kombination Vlade Divac/Chris Webber, Distanzschützen Peja Stojaković und Pick-and-roll-Spezialisten Mike Bibby kamen die Kings zweimal in die Western Conference Finals.
Zudem spielten die New Jersey Nets unter Trainer Byron Scott die Princeton offense und erreichten zweimal die NBA Finals. Auf niedrigerem Level spielten sie auch die New Orleans Hornets und die Washington Wizards.